# Oak Grove (Texas)
Oak Grove è un centro abitato degli Stati Uniti d'America situato nella contea di Kaufman dello Stato del Texas.
La popolazione era di 603 persone al censimento del 2010.

## Geografia fisica
Oak Grove è situata a 32°32′25″N 96°19′02″W (32.540147, -96.317266).
Secondo lo United States Census Bureau, ha un'area totale di 2,1 miglia quadrate (5,4 km²).

## Società

### Evoluzione demografica
Secondo il censimento del 2000, c'erano 710 persone, 258 nuclei familiari e 224 famiglie residenti nella città. La densità di popolazione era di 336,4 persone per miglio quadrato (129,9/km²). C'erano 265 unità abitative a una densità media di 125,6 per miglio quadrato (48,5/km²). La composizione etnica della città era formata dal 96,20% di bianchi, lo 0,85% di afroamericani, l'1,41% di asiatici, lo 0,70% di altre razze, e lo 0,85% di due o più etnie. Ispanici o latinos di qualunque razza erano il 3,38% della popolazione.
C'erano 258 nuclei familiari di cui il 36,8% aveva figli di età inferiore ai 18 anni, l'80,6% aveva coppie sposate conviventi, il 4,7% aveva un capofamiglia femmina senza marito, e il 12,8% erano non-famiglie. Il 10,9% di tutti i nuclei familiari erano individuali e il 4,7% aveva componenti con un'età di 65 anni o più che vivevano da soli. Il numero di componenti medio di un nucleo familiare era di 2,75 e quello di una famiglia era di 2,98.
La popolazione era composta dal 25,8% di persone sotto i 18 anni, il 4,6% di persone dai 18 ai 24 anni, il 23,5% di persone dai 25 ai 44 anni, il 31,1% di persone dai 45 ai 64 anni, e il 14,9% di persone di 65 anni o più. L'età media era di 43 anni. Per ogni 100 femmine c'erano 92,4 maschi. Per ogni 100 femmine dai 18 anni in giù, c'erano 91,6 maschi.
Il reddito medio di un nucleo familiare era di 65.938 dollari e quello di una famiglia era di 71.250 dollari. I maschi avevano un reddito medio di 53.056 dollari contro i 33.056 dollari delle femmine. Il reddito pro capite era di 28.551 dollari. Circa il 2,5% delle famiglie e il 3,9% della popolazione erano sotto la soglia di povertà, incluso il 2,0% di persone sotto i 18 anni e il 7,9% di persone di 65 anni o più.